# Daniel Whitehouse
Pour les articles homonymes, voir Whitehouse.
Daniel Whitehouse, né le 12 janvier 1995 à Manchester, est un coureur cycliste britannique.

## Palmarès et résultats

### Palmarès par année
- 2013
  - 3e de la Main Divide Cycle Race
- 2014
  - 3e de Le Race
- 2015
  - 3e du Tour de l'Ijen
- 2016
  - Tour de Florès :
    - Classement général
    - 2e étape
- 2017
  - 1re étape du Tour des Philippines
  - 5e étape du Tour de Florès
  - 2e étape du Tour de Singkarak
  - 2e du Tour des Philippines
  - 2e du Tour de Singkarak
- 2018
  - Le Race
  - 2e du Tour de Beauce
- 2024
  - 5e étape du Tour de Southland

### Classements mondiaux
| Année                                 | 2014 | 2015 | 2016 | 2017 | 2018  | 2019  |
| ------------------------------------- | ---- | ---- | ---- | ---- | ----- | ----- |
| Classement mondial                    |      |      | 542e | 950e | 576e  | 1537e |
| UCI Europe Tour                       | nc   | nc   | nc   | nc   | 1676e | 1027e |
| UCI Asia Tour                         | nc   | 150e | 55e  | 121e | 83e   |       |
| UCI America Tour                      | nc   | nc   | nc   | nc   | 154e  |       |
| UCI Oceania Tour                      | 17e  | nc   | nc   | nc   | 105e  |       |
|                                       |      |      |      |      |       |       |
| Légende : nc = non classéSource : UCI |      |      |      |      |       |       |